# Stanovnici podzemlja
Stanovnici podzemlja je redovna epizoda Marti Misterije premijerno objavljena u Srbiji u svesci br. 49. u izdanju Veselog četvrtka. Sveska je objavljena 25.04.2019. Koštala je 380 din (3,2 €; 3,6 $). Imala je 164 strane. Sama epizoda imala je 154 strane. Na kraju sveske nalazi se pogovor Alfreda Kastelija pod naslovom "Mnogo toga je izmišljeno (nažalost)".

## Originalna epizoda
Originalna epizoda pod nazivom Gli abitatori del sottosuolo objavljena je premijerno u br. 327. regularne edicije Marti Misterije koja je u Italiji u izdanju Bonelija izašla 12.06.2013. Epizodu su nacrtali Roberto Kardinale i Alfredo Orladni, a scenario napisao Paolo Morales. Naslovnu stranu nacrtao Đankarlo Alesandrini. Koštala je 5,7 €.

## Kratak sadržaj
U provinciji Katanga, Južni Kongo, patrola vojnika mirovne misije UN presreće krijumčare ljudskim telima. Osoba koju su našli u crnoj vreći izgleda kao deformisano ljudsko biće. Kostur, muskulatura i zubi su se razvili na neuobičajen način. Analiza očiju pokazala je da je osoba bila slabovida. Marti Misterija saznaje za ovaj događaj i odmah se podseća ljudoždera koje je zatekao u pećini u Austriji pre četiri godine. (Vidi epizodu Poslednji konvoj, br. 27.) 
Marti telefonom zove majora Olgu Petrovnu u zgradi Lubjanka u Moskvi, koja ga je uvela u problem pre 4 godine, ali saznaje da je ona podnela ostavku pre godinu dana. Nakon toga, Marti telefonom traži Karla Haselmana, zamenika austrijskog ministra unutrašnjih poslova sa kojim je sarađivao kada je otkrio pećinu, ali nailazi na njegovog zamenika Peter van Anftema, koji mu saopštava da je Helman izvršio samoubistvo pre godinu dana. 
Marti i Dijana kreću u Austriju da bliže ispitaju šta se desilo. Kada dolaze u Hojberg do pećine zatiču hangar na ulazu i čuvara koji im saopštava da je to sada privatan posed u vlasništvu korporacije Majdner grupa. Marti, međutim, nalazi način da ponovo uđe u pećinu.

## Politička ekonomija epizode
Pojava divljih ljudi u Kongu ima svoje političko-ekonomsko objašnjenje. Nakon što je pećina otkrivena, ona je postala predmet interesa Majdner grupe, korporacije koja otkupljuje koncesije za eksploataciju rudnih i naftnih bogatstava. Korporacija trenutno u Kongu eksploatiše rudnik uranijuma, a vlasnik Ludvig Majdner je došao na „fantastičnu“ ideju da ljude iz pećine Hojberg unajmi kao rudare u tim rudnicima. Ekonomska efikasnost ovakve radne snage (koju Majdner naziva „izuzetno nadarena rasa“) ogleda se u činjenici da se ona jako dobro snalazi u mraku, kao i da im za svakodnevni život ne treba velika plata. Majdner je time napravio poremećaj na međunarodnom tržištu jer je počeo da proizvodi znatno više od drugih po znatno nižim cenama.
Kongo nije slučajno izabran u epizodi kao država u kome se pojavljuje nova vrsta robova. Početkom 20. veka kralj Leopold Drugi od Belgije (1835-1909) faktički je izvršio jedan od najstrašnijih genocida u kome je stradalo deset miliona lokalnih stanovnika koji su u njegovim plantažama kaučuka radili pod nehumanim uslovima. (Čitav beligijski administrativni aparat ukljulujuči i belgijsku štampu, bio je angažovan na zataškavanju ovog zločina kada se Leopold povukao sa ovog posla 1906. god.) Majnder namerno pravi prećutnu paralelu sa ovim istorijskim zločinom kada Martiju objašnjava da je unajmljivanje „divljaka“ iz austrijske pećine „humanije“ rešenje od stanovnika Konga.

## Veza između epizoda
Ova epizoda predstavlja nastavak epizode Poslednji konvoj (br. 27).